# Tanuetheira prometheus
Tanuetheira prometheus är en fjärilsart som beskrevs av Druce 1891. Tanuetheira prometheus ingår i släktet Tanuetheira och familjen juvelvingar. Inga underarter finns listade i Catalogue of Life.